# Morze miłości
Morze miłości – amerykański thriller z 1989 roku.

## Główne role
- Al Pacino – Detektyw Frank Keller
- Ellen Barkin – Helen Cruger
- John Goodman – Detektyw Sherman
- Michael Rooker – Terry
- William Hickey – Frank Keller Sr.
- Richard Jenkins – Gruber
- Paul Calderon – Serafino
- Gene Canfield – Struk
- Larry Joshua – Dargan
- John Spencer – Porucznik
- Christine Estabrook – Gina Gallagher/Lonelyheart
- Barbara Baxley – Pani Allen

## Fabuła
Frank Keller jest policjantem z wydziału zabójstw z 20-letnim stażem. Rozwiedziony, zgorzkniały, za dużo pije, mógłby przejść na emeryturę, ale praca jest dla niego sensem życia. W Nowym Jorku dochodzi do serii morderstw. Ofiarami są mężczyźni, którzy zgłosili swoje anonse w rubryce ogłoszeń matrymonialnych. W mieszkaniach, gdzie giną, rozbrzmiewa stara, romantyczna piosenka „Sea of love”. Keller wraz z Shermanem prowadzą śledztwo w tej sprawie. Wiedzą, że zabójczynią jest kobieta. By ją schwytać, Keller i Sherman zgłaszają swoje anonse, by spotkać się z paniami, które odpowiedzą na nie. Jedną z nich jest Helen Cruger – samotna matka, która prowadzi sklep z butami. Frank wbrew regułom wplątuje się w romans z podejrzaną.

## Nagrody i nominacje
Złote Globy 1989
- Najlepszy aktor dramatyczny – Al Pacino (nominacja)